# DRY! DRY! DRY!
「DRY! DRY! DRY!」（ドライ ドライ ドライ）は、2003年8月6日に発売された、日本のバンド・PE'Zの2枚目のシングル（CCCD）。

## 解説
全曲タイアップあり。初回盤には「PE'Z REALIVE TOUR 2003冬〜武士は食わねど高楊枝〜」のチケット先行予約応募券封入。

## 収録曲
1. DRY! DRY! DRY!
  - 作曲：Ohyama"B.M.W"Wataru
  - PE'Z出演アサヒビール『アサヒスーパードライ』CF曲
2. アンダルシア-Andalucia-
  - 作曲：ヒイズミマサユ機
  - アミューズピクチャーズ配給映画『ドッペルゲンガー』主題歌
3. Boomerang Boogie〜南風堂の叔父さん〜
  - 作曲：Ohyama"B.M.W"Wataru
  - フジテレビ系『GAD GUARD』オープニングテーマ

## 収録アルバム
1. DRY! DRY! DRY!
  - 「極月-KIWAMARI ZUKI-」（DRY! DRY? DRY! [AlbumVer.]として）
  - 「PE'Z BEST 1ST STAGE「藍」」
2. アンダルシア-Andalucia-
  - 「極月-KIWAMARI ZUKI-」
  - リミックスアルバム「PE'Z COLOR VOL.1」では松浦俊夫がリミックス
3. Boomerang Boogie〜南風堂の叔父さん〜
  - なし